# Jayson Sherlock
Jayson Andrew Sherlock, född 12 juli 1970 i Melbourne i Australien, är en australiensisk kristen rockmusiker. Han är mest känd för att ha varit en aktiv medlem inom metal-band som Mortification, Paramaecium, Horde och Deliverance.

## Biografi
I en intervju från 2008 berättar Jayson att han som barn växte upp i ett katolskt hem och har varit kristen sedan senare delen av tonåren. Han började spela trummor vid 8 års ålder.

## Karriär
1990-talet
Sherlock började sin professionella karriär som trumslagare i det kristna death metal-bandet Mortification, vilken han var med och grundade år 1990 tillsammans med musikerna Steve Rowe och Cameron Hall. Efter tre år med dem gick han 1993 med i det relativt nystartade doom metal-bandet Paramaecium i vilken han deltog på deras debutalbum Exhumed of the Earth. Ett år senare, 1994, upplevdes bandet röra sig långsamt framåt vilket bidrog till att Sherlock valde att bilda ett eget enmansband, Horde, för att därefter återförenas med Paramaecium igen inför inspelningen av deras skiva Within the Ancient Forest 1996.
Mellan 1996 och 1999 gick Sherlock in i en viloperiod där inget musicerande ägde rum.
2000-2010
Efter en period med uppehåll startades gruppen Soundscape år 1999 vilken Sherlock grundade och var medlem i fram till 2002, för att sedan gå med i Where Shadows Lie vilken han lämnade 2004. 2004 var Sherlock med i bildandet av Altera Enigma för att sedan igen återgå till Paramaecium 2006, som därefter bytte namn till InExordium. Under 2007-2009 gjorde han tillfälliga inhopp i olika mindre kända band.
2010-framåt
I början av 2010-talet fick Sherlock kontakt med Deliverance vilket gjorde att han tillsammans med dem deltog på deras skiva Hear What I Say! från 2013. Efter det har han varit aktiv inom grupperna Revulsed och Ninth Sphere vilka är de han samarbetar med än idag.